# Kelsey Serwa

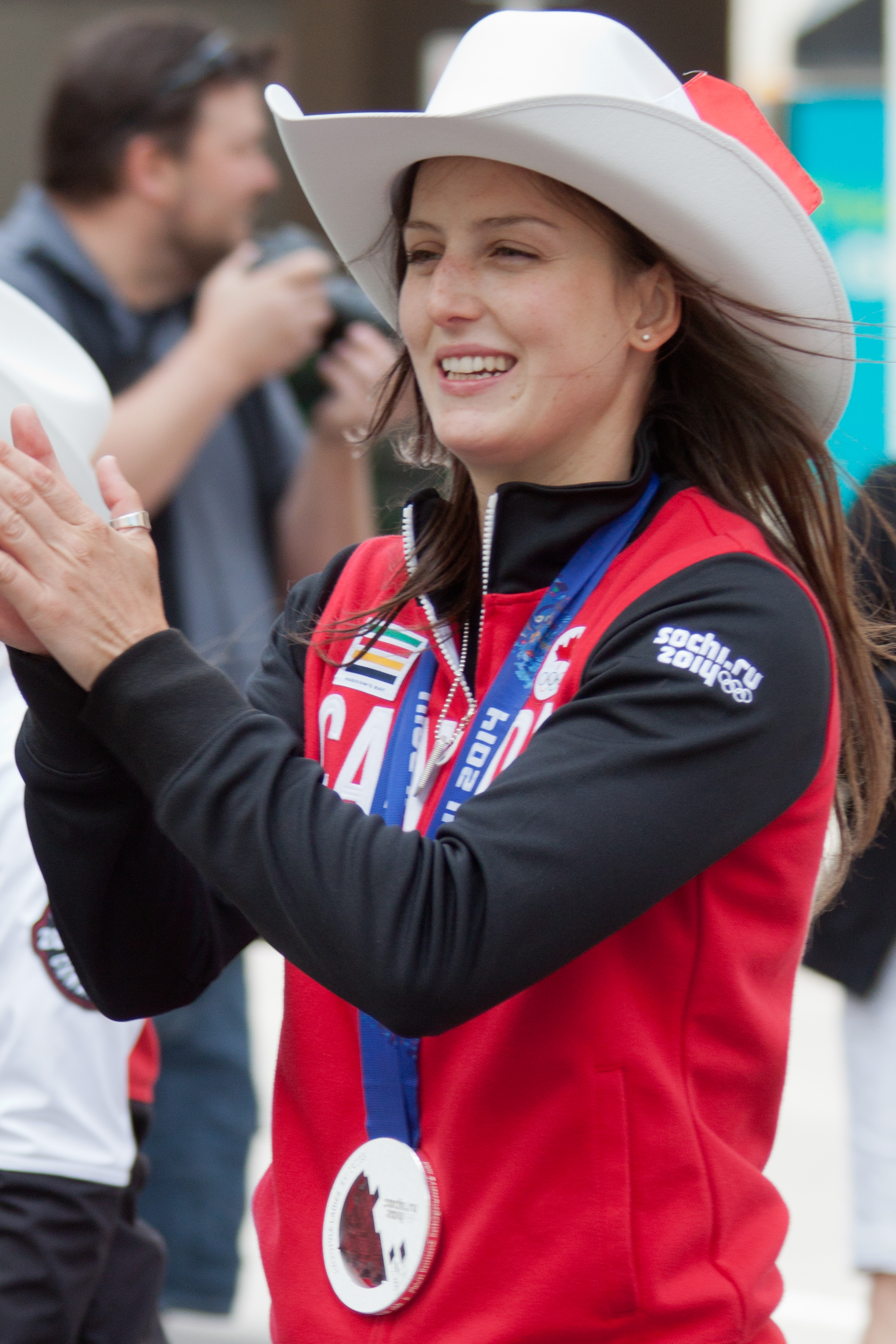
Kelsey Serwa

Kelsey Serwa, född den 1 september 1989 i Kelowna, Kanada, är en kanadensisk freestyleåkare.
Hon tog OS-silver i damernas skicross i samband med de olympiska freestyletävlingarna 2014 i Sotji.